# ホッケー

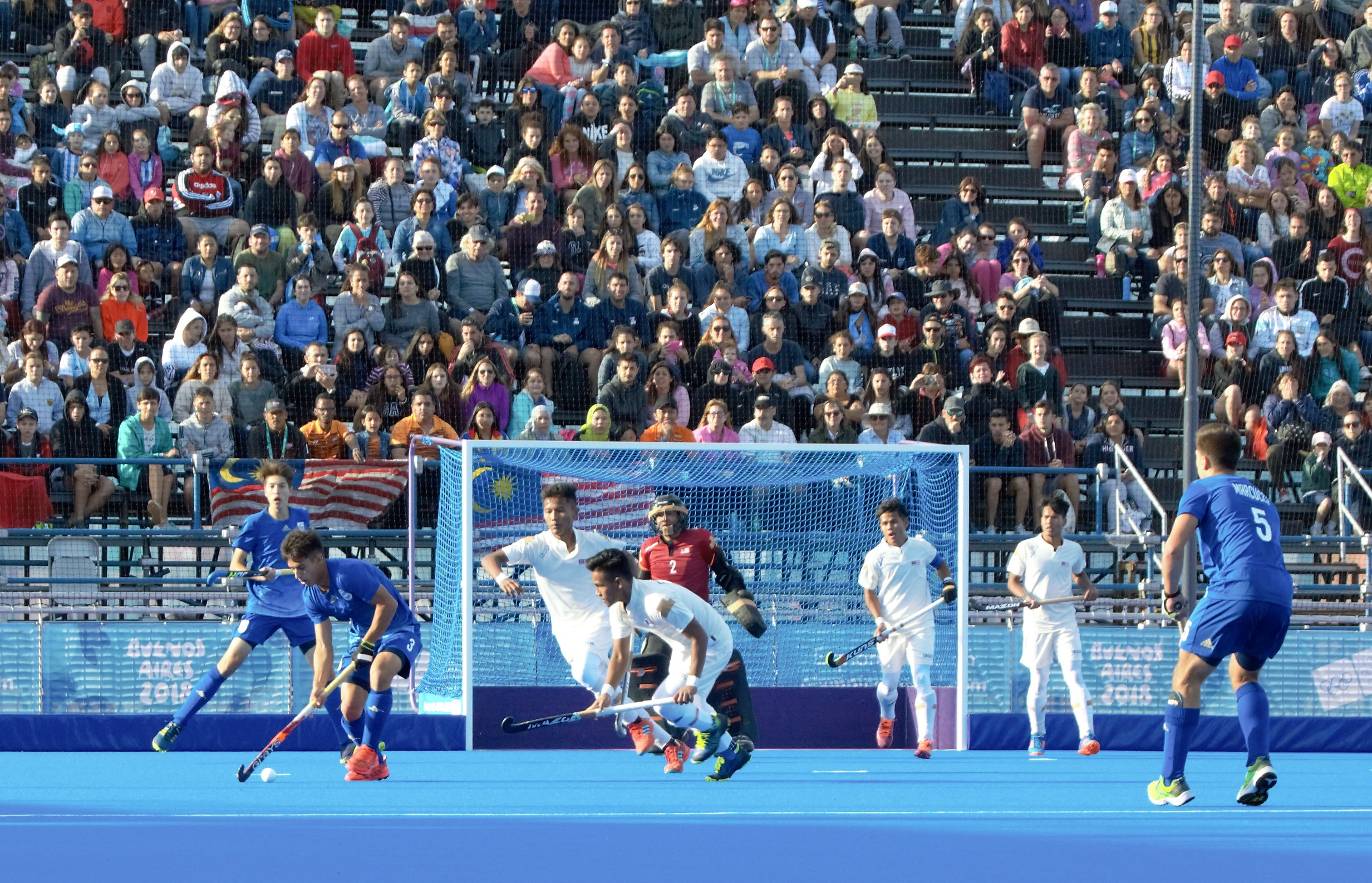
ホッケー（フィールドホッケー）の試合中の様子

ホッケー（英: hockey）は、チームで行われるスポーツ競技のひとつ。2つのチームに分かれて、先の曲がった棒（スティック）でボールまたはパックを誘導し、それを相手チームが守備しているゴールへ入れるのが目的。一般的にホッケーと言えばフィールドホッケーを指す。漢字では杖球と表記される。

## フィールドホッケー
芝のフィールド上で行うホッケー。他と区別するためフィールドホッケー、グラスホッケーと呼ばれることもある。主にインドやパキスタン、アフリカ諸国、オーストラリアなど、旧大英帝国領で盛んなスポーツ。また、オランダも強豪国の一つ。カナダやアメリカではフィールドホッケーはあまり一般的ではなくホッケーと言えばアイスホッケーを指す。

### 6人制ホッケー
フィールドホッケーは11人制だが、コートを3分の1～4分の1の大きさにして1チーム6人で行うフィールドホッケー。日本における主なプレイ層は小中学生である。

### インドアホッケー
室内で行うフィールドホッケー。2005年のIOC後援ワールドゲームズデュースブルク大会から公開競技として実施されている。

## その他のホッケー

### アイスホッケー
アイスリンク上でスケート靴を履いて行うホッケーのこと。気候の寒冷な地域で盛んなスポーツ。

### スノーホッケー
雪上でレッツと呼ばれるミニスキーを履いて行うホッケーのこと。北海道で発祥したスポーツ。

### 水中ホッケー
深いプールなどの水中で行うホッケー。

### ローラーホッケー
ローラースケートを履いて行うホッケー。

### インラインホッケー
インラインスケートを履いて行うホッケー。ローラーホッケー系とアイスホッケー系の2種類がある。前者は「インラインローラーホッケー」とも呼ばれ2005年のIOC後援ワールドゲームズデュースブルク大会から正式種目となった。

### フロアホッケー
- 木製のフローリングをコートとして競技を行う。スペシャルオリンピックスオリジナルの競技として出発しており、徐々に一般層に浸透してきている。
- 発祥の地はカナダである。アイスホッケーとリンゲッティー（Ringette)という二つのスポーツがもととされ、アイスリンクのできない地域でもできるようにとスペシャルオリンピックスがルールを独自に考案して生まれた。冬季の公式スポーツ競技である。
- 特徴として、スティックは棒状、パックは直径20cmの穴が空いている。パックを床に置いた状態で、スティックでパックの穴に通して操る。
- 2005年2月に長野で開催された2005年スペシャルオリピックス冬季世界大会では大会競技中最大の49の国と地域、800人を越えるアスリートが参加した。

### エアホッケー
フィールドの表面に空気を送るための穴が多数穿たれており、浮き上がらせ抵抗が少なくなっているパックを打ち合う。